# Ambunten Timur
Ambunten Timur is een bestuurslaag in het regentschap Sumenep van de provincie Oost-Java, Indonesië. Ambunten Timur telt 5506 inwoners (volkstelling 2010).